# 後腹膜臓器
後腹膜臓器（こうふくまくぞうき）あるいは後腹膜器官（こうふくまくきかん）とは、後腹壁の壁側腹膜より後方に位置する臓器である。この部位の臓器に炎症が起こると腰背部痛が起こりやすいという特徴がある。またの呼称を「腹膜後臓器（器官）」ともいう。

## 後腹膜臓器に含まれる臓器（器官）
- 十二指腸
- 膵臓
- 腎臓
- 副腎
- 尿管
- 腹部大動脈
- 下大静脈
- 交感神経幹

なお、場合によっては上行結腸、下行結腸、直腸、膀胱も含めることもある。上行結腸と下行結腸は結腸間膜を持たないという特徴がある。